# Puerto Rico Open 1989
Puerto Rico Open 1989 — жіночий тенісний турнір, що проходив на відкритих кортах з твердим покриттям Hyatt Regency Cerromar Hotel у Дорадо (Пуерто-Рико). Належав до турнірів 2-ї категорії в рамках Туру WTA 1989. Відбувсь усьоме і тривав з 23 до 29 жовтня 1989 року. Четверта сіяна Лаура Гільдемейстер здобула титул в одиночному розряді й отримала 17 тис. доларів США.

## Фінальна частина

### Одиночний розряд
Лаура Гільдемейстер —  Джиджі Фернандес 6–1, 6–2
- Для Гільдемейстер це був 2-й титул в одиночному розряді за рік і 4-й (останній) - за кар'єру.

### Парний розряд
Кеммі Макгрегор  /  Ронні Рейс -  Джиджі Фернандес /  Робін Вайт фінал не відбувся через дощ